# أرنولد ليون
أرنولد ليون (بالإسبانية: Alex Arnold León)‏ هو لاعب كرة قاعدة مكسيكي، ولد في 6 سبتمبر 1988 في كولياكان في المكسيك.

## وصلات خارجية
- أرنولد ليون على موقع دوري كرة القاعدة الرئيسي (الإنجليزية)
- أرنولد ليون على موقع دوري كوريا الجنوبية لكرة القاعدة (الإنجليزية)
- أرنولد ليون على موقعبيزبول رفرنس.كوم (الدوري الرئيسي) (الإنجليزية)
- أرنولد ليون على موقعبيزبول رفرنس.كوم (الدوري الثانوي) (الإنجليزية)
- أرنولد ليون على موقع إي إس بي إن.كوم (أم.أل.بي) (الإنجليزية)
- أرنولد ليون على موقع مشجعي الرسوم البيانية (الإنجليزية)